# محوطه آرایال
محوطه آرایال مربوط به دوره اشکانیان - دوره ساسانیان است و در شهرستان ایجرود، بخش مرکزی، دهستان گلابر، ۷۱۰ متری شمال غربی روستای چاپوق واقع شده و این اثر در تاریخ ۱۵ دی ۱۳۸۷ با شمارهٔ ثبت ۲۴۰۴۵ به‌عنوان یکی از آثار ملی ایران به ثبت رسیده است.